# Montevago
Montevago is een gemeente in de Italiaanse provincie Agrigento (regio Sicilië) en telt 3032 inwoners (31-12-2004). De oppervlakte bedraagt 32,5 km², de bevolkingsdichtheid is 93 inwoners per km².

## Demografie
Montevago telt ongeveer 1210 huishoudens. Het aantal inwoners daalde in de periode 1991-2001 met 6,5% volgens cijfers uit de tienjaarlijkse volkstellingen van ISTAT.
| Jaar | Inwoneraantal |
| ---- | ------------- |
| 1991 | 3325          |
| 2001 | 3108          |

## Geografie
De gemeente ligt op ongeveer 380 m boven zeeniveau.
Montevago grenst aan de volgende gemeenten: Castelvetrano (TP), Menfi, Partanna (TP), Salaparuta (TP), Santa Margherita di Belice.

## Partnersteden
- Piešťany (Slowakije)